# Dušan Đurović
Dušan Đurović (Danilovgrad, 1901. – 1993.) je bosanskohercegovački i crnogorski književnik.

## Životopis
U Danilovgradu je završio osnovnu školu. Gimnaziju je pohađao u Ivangradu, Nikšiću i Podgorici, gdje je i maturirao. Studirao je i diplomirao na Filozofskom fakultetu u Beogradu. U početku je kao profesor radio u Danilovgradu, a 1929. godine odlazi u Sarajevo gdje radi kao profesor Učiteljske škole, a nakon tri godine i Prve gimnazije gdje ostaje do početka rata, 1941. godine.
Nakon rata, vraća se u Sarajevo gdje do umirovljenja radi kao viši knjižničar u Narodnoj knjižnici. Bio je član Sveslovenskog komiteta u Sarajevu, član Savjeta za kulturu BiH, a prije rata bio je član P.E.N. kluba u Beogradu. Đurović se javio u literaturi 1929. godine i od tada je njegovo ime često prisutno u sarajevskim i crnogorskim književnim časopisima i novinama od Politike do Oslobođenja, od Srpskog književnog glasnika i Pregleda do Života. Naročito je zapažena njegova suradnja u književnom podlistu beogradske Politike, u kojoj objavljuje kratke, feljtonske priče. Objavljivao je ponekad članke i eseje iz kulture i književnosti, ali mu je glavna i osnovna djelatnost bila zasnovana na pripovijetki i romanu. Njegova djela prevođena su na nekoliko jezika. Neko vrijeme je uređivao Malu knjižnicu, koju je izdavalo poduzeće Svjetlost. Za dopisnog člana ANUBiH izabran je 1969. godine.
Umro je 1993. godine.

## Nagrade
- Nagrada za književnost SANU
- Nagrada Društva pisaca Bosne i Hercegovine 1954. godine za djelo Ždrijelo
- Nagrada Društva pisaca Bosne i Hercegovine 1956. godine za djelo Zvijezda nad planinom
- Nagrada Društva pisaca Bosne i Hercegovine 1959. godine za djela Pitoma loza i Priče o ženi
- Nagrada Društva pisaca Bosne i Hercegovine 1965. godine za djelo Ognjevi
- Orden rada II reda
- Orden zasluga za narod sa srebrnim zracima
- Plaketa grada Sarajeva
- Nagrada sarajevskog Društva prijatelja umjetnosti Cvijeta Zuzorić

## Vanjske poveznice
- (srp.) Đurović, Dušan. Ljudi sa kamena, Svjetlost, Sarajevo, 1965.
- (cg.) Mehmedalija Mak Dizdar o Dušanu Đuroviću  Arhivirana inačica izvorne stranice od 25. rujna 2017. (Wayback Machine)
- (srp.) Kratka istorija srpske književnosti
- (srp.) Dušan Đurović: Dukljanska zemlja  Arhivirana inačica izvorne stranice od 24. rujna 2017. (Wayback Machine)